# Budyszcze (obwód wołyński)
Budyszcze (ukr. Будище) – wieś na Ukrainie w rejonie kowelskim obwodu wołyńskiego.